# Panchaksharamantra
Das Panchaksharamantra (Sanskrit: पञ्चाक्षरमन्त्र pañcākṣaramantra m. »fünfsilbiges Mantra«) ist das wichtigste Mantra der Shaiva und dient der Verehrung des hinduistischen Gottes Shiva.

## Lautung
Das Panchaksharamantra lautet:
नमः शिवाय
namaḥ Śivāya
namah Shivaya
»Ehre dem Shiva«

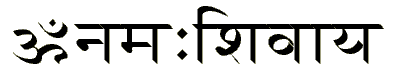
Om namah Shivaya

Das Mantra kann auch in umgekehrter Weise gesprochen werden: Shivaya namah, und wird häufig zusammen mit der mystischen Silbe Om gesungen: Om namah Shivaya, das in der Shivapurana sadaksharamantra (»sechsilbiges Mantra«) genannt wird.

## Deutung
Das Panchaksharamantra ist das Wurzelmantra (mulamantra) der Shivaverehrer. Die fünf "heiligen" Silben des Mantras stehen für Maya, das Anavamala (Ursache für karmisches Handeln), Shiva, Shakti und die Seele. Die Fünfzahl ist dem Shiva heilig und viele Shivamantras sind deshalb auch fünfsilbig.
Der indische Philosoph Shankara (um 800) verfasste ein sechsstrophiges Akrostichon, das Shivapanchaksharastotra, worin er das Mantra mystisch interpretiert. Jede der fünf ersten Strophen beginnt mit einer der fünf heiligen Silben und endet mit dem Panchaksharamantra.

## Popkultur
Die deutsche Sängerin Nina Hagen veröffentlichte 1999 das Musikalbum Om Namah Shivay.